# カニ醤油
カニ醤油合資会社（カニしょうゆ）は、大分県臼杵市に本社を置き、味噌・醤油・麹・ドレッシングなどの調味料を製造する企業である。

## 概要
可兒家に伝わる古文書によると、祖先は1600年（慶長5年）の関ヶ原の戦いの後、主君の稲葉氏に従い美濃から臼杵に移住。一族のひとりが醸造業を営むとともに、呉服、油などを扱う店を開き、屋号は「鑰屋」（かぎや）を名乗った。
店舗兼主屋及び西店舗は国の登録有形文化財に登録されている。

## 沿革
- 1599年（慶長4年） - 稲葉貞通が美濃国（現在の岐阜県）郡上藩から臼杵に移封される際に、可兒孫右衛門ら7人の先遣隊が臼杵に入り、城下を探索した[2][7]。
- 1600年（慶長5年） - 貞通の子稲葉典通に従って臼杵に移った孫右衛門の子可兒傳蔵（後の可兒傳右衛門直博）が、臼杵城下で鑰屋の店舗を構え、味噌の製造を始める[7][8]。
- 1883年（明治16年） - 醤油工場を二王座に拡張する[7]。
- 1936年（昭和11年） - 合資会社可兒商店に改組[7]。
- 1963年（昭和38年） - 可兒醤油合資会社に改称[7]。